# Elisabeth Thury
Elisabeth Thury (ursprünglich Milica Vukobrankovics de Vuko et Branko; * 1. März 1894 in Korneuburg; † 9. Juni 1973 in Wien) war eine österreichische Journalistin.

## Leben und Wirken
Vukobrankovics wuchs als Tochter eines hohen Beamten (Bezirkshauptmann des Bezirks Korneuburg) serbischer Herkunft in Wien und Niederösterreich auf und wollte zunächst Lehrerin werden. Die Familienverhältnisse waren allerdings problematisch: Der adelsstolze Vater litt an Syphilis, hatte Tobsuchtsanfälle und starb früh, die strebsame Tochter wurde zur eigenwilligen Einzelgängerin. Die ausgebildete Volks- und Bürgerschullehrerin fand während des Ersten Weltkriegs Anschluss an die Familie des Landesschulinspektors Rudolf Piffl, Bruder von Friedrich Gustav Piffl (1864–1932), österreichischer Erzbischof und Kardinal. Zu Ende des Ersten Weltkriegs (1918) wurde sie in einem Indizienprozess wegen mehrfach versuchtem, gegen Mitglieder der Familie Piffl gerichteten Giftmordes angeklagt, allerdings nur der Verleumdung wegen für zwei Jahre schuldig gesprochen. Sie war bis Juli 1919 in Haft, verbunden mit dem Verlust der Standesprivilegien, da in einem der ersten Prozesse der Republik Deutschösterreich der Adel formalrechtlich noch nicht abgeschafft war.
Als Verlagsangestellte des Konegen-Verlages geriet sie wenig später neuerlich unter den Verdacht der Giftmischerei, diesmal zuungunsten der Familie des Verlagsbuchhändlers Ernst Stülpnagel (1872–1937). Wie im Fall Piffl war der Einsatz von Gift ein vermutetes Beziehungsdelikt im Liebesverhältnis zu einem verheirateten Mann. Sie war 1922–1923 in Untersuchungshaft und wurde im Dezember 1923 verurteilt. Ihr Prozess erweckte internationales Interesse; auch Karl Kraus engagierte sich für die unglückliche Frau.
Vukobrankovics veröffentlichte 1924 das Buch Weiberzelle 321, Tagebuch aus der Haft. Anfang 1925 wurde sie begnadigt. Sie wandte sich in der Folge unter dem Pseudonym Elisabeth Thury dem Journalismus zu. Die Wiener Allgemeine Zeitung brachte unter anderem Thurys Berichte über den Wiener Justizpalastbrand (1927). Thury schrieb auch für sozialdemokratische Medien wie Die Unzufriedene und die Arbeiter-Zeitung. In der Periode des Austrofaschismus war sie für ausländische Medien und Agenturen, vor allem für United Press International tätig. Nach einem Bericht über die Rosenkranz-Demonstration (1938) wurde Thury ins Konzentrationslager Ravensbrück verschleppt. Im Lager soll sie (als Lagerpolizistin) Menschen geholfen haben, doch gab es nach der NS-Zeit auch Kritik an ihrem Verhalten während der Internierung.
Ab 1945 war Thury wieder als Journalistin tätig und beteiligte sich an der Gründung der Austria Presse Agentur. Die Doyenne des österreichischen Journalismus galt als Frau von hohem Einfluss.
Elisabeth Thury, Redakteurin, wurde am 19. Juni 1973 auf dem Wiener Zentralfriedhof zur letzten Ruhe bestattet (Gruppe 78 A, Reihe 6, Nr. 40).
2014 verfasste Susanne Ayoub für das österreichische Radio ein Hörbild über Elisabeth Thury (Prinzessin Vukobrankovics. Die drei Leben der Elisabeth Thury), welches mit dem Dr. Karl Renner Publizistikpreis ausgezeichnet wurde.